# Mount Ellery (berg i Australien)
Mount Ellery är ett berg i Australien. Det ligger i regionen East Gippsland och delstaten Victoria, omkring 340 kilometer öster om delstatshuvudstaden Melbourne. Toppen på Mount Ellery är 1 280 meter över havet, eller 83 meter över den omgivande terrängen. Bredden vid basen är 1,1 km.
Trakten runt Mount Ellery är nära nog obefolkad, med mindre än två invånare per kvadratkilometer.. Det finns inga samhällen i närheten. 
I omgivningarna runt Mount Ellery växer i huvudsak städsegrön lövskog. Genomsnittlig årsnederbörd är 1 270 millimeter. Den regnigaste månaden är juni, med i genomsnitt 227 mm nederbörd, och den torraste är juli, med 55 mm nederbörd.